# Copa Libertadores 1993
W trzydziestej czwartej edycji Copa Libertadores udział wzięło 21 klubów reprezentujących wszystkie kraje zrzeszone w CONMEBOL. Każde z 10 państw wystawiło po 2 kluby, nie licząc broniącego tytułu brazylijskiego klubu São Paulo FC, który awansował do 1/8 finału bez gry.
São Paulo ponownie dotarł do finału, gdzie pokonał chilijski klub CD Universidad Católica i obronił tytuł najlepszej klubowej jedenastki kontynentu. Po drodze wykazał zdecydowaną wyższość nad finalistą z poprzedniego roku – argentyńskim klubem CA Newell’s Old Boys. Ponieważ w poprzednim roku do rozstrzygnięcia rywalizacji potrzebne były rzuty karne, ponowne starcie ostatecznie rozwiało wątpliwości co do tego, która z obu drużyn jest mocniejsza.
W pierwszym etapie 20 klubów podzielono na 5 grup po 4 drużyny. Z każdej grupy do następnej rundy awansowały trzy najlepsze zespoły. Jako szesnasty klub do 1/8 awansował broniący tytułu klub São Paulo.
W 1/8 finału wylosowano osiem par, które wyłoniły ośmiu ćwierćfinalistów. W ćwierćfinale wylosowano cztery pary, które wyłoniły czterech półfinalistów. W półfinale dwie pary wyłoniły dwóch finalistów.
Swoją renomę podtrzymały kluby z Kolumbii, a América Cali drugi raz z rzędu dotarła do półfinału, gdzie minimalnie uległa zespołowi Universidad Católica. Do półfinału dotarła także bardzo mocna ekipa paragwajskiego klubu Cerro Porteño, która w walce o finał tylko jedną bramką uległa drużynie São Paulo.
Znów słabiutko wypadły kluby z Urugwaju, za to wyraźny postęp wykazały kluby peruwiańskie. W turnieju jedynym zespołem, który nie odniósł choćby jednego zwycięstwa był brazylijski klub Internacional Porto Alegre.

## 1/16 finału

### Grupa 1Peru,Wenezuela
| 07.02 Minerven Puerto Ordaz – Caracas FC 1:0 (0:0) - Horacio Matuszczyk |
| 10.02 Club Sporting Cristal – Universitario de Deportes 1:3 (1:2) - Torres – Norberto Martínez, Ronald Pablo Baroni, Andrés Aurelio González                                  |
| 16.02 Club Sporting Cristal – Caracas FC 0:1 (0:0) - Juan Carlos Letelier |
| 19.02 Universitario de Deportes – Caracas FC 4:1 (2:1) - Jorge Amadó Núñez (2), Ronald Pablo Baroni, José Luis Carranza – Gerson Diomar Díaz                                  |
| 02.03 Club Sporting Cristal – Minerven Puerto Ordaz 6:2 (4:0) - Flavio Francisco Maestri (3), Julio César Rivera (2), Dos Santos k – Horacio Matuszczyk, Pedro Felipe Camacho |
| 05.03 Universitario de Deportes – Minerven Puerto Ordaz 2:0 (1:0) - Ronald Pablo Baroni (2)                                                                                   |
| 10.03 Caracas FC – Minerven Puerto Ordaz 1:1 (1:1) - Juan Mouro – Jiménez s                                                                                                   |
| 10.03 Universitario de Deportes – Club Sporting Cristal 2:2 (2:2) Andrés Aurelio González, Ronald Pablo Baroni – Flavio Francisco Maestri, Marquinho                          |
| 16.03 Caracas FC – Club Sporting Cristal 1:3 (0:1) - Andreas Vogler – Marquinho, Soto, Avila                                                                                  |
| 19.03 Minerven Puerto Ordaz – Club Sporting Cristal 0:1 (0:0) - Flavio Francisco Maestri                                                                                      |
| 23.03 Minerven Puerto Ordaz – Universitario de Deportes 2:2 (0:1) - Pedro Felipe Camacho (2) – Ronald Pablo Baroni, Norberto Martínez                                         |
| 26.03 Caracas FC – Universitario de Deportes 1:1 (0:1) - Gabriel Miranda – Gustavo Marcelo Tempone                                                                            |

- z powodu równej liczby punktów rozegrano mecz o trzecie miejsce

| 31.03 Minerven Puerto Ordaz – Caracas FC 1:0 (0:0) - Horacio Matuszczyk |

| Klub                      | Mecze | Zw | Rem | Por | Pkt | BrZd | BrStr |
| ------------------------- | ----- | -- | --- | --- | --- | ---- | ----- |
| Universitario de Deportes | 6     | 3  | 3   | 0   | 9   | 14   | 7     |
| Club Sporting Cristal     | 6     | 3  | 1   | 2   | 7   | 13   | 9     |
| Minerven Puerto Ordaz     | 6     | 1  | 2   | 3   | 4   | 6    | 12    |
| Caracas FC                | 6     | 1  | 2   | 3   | 4   | 5    | 10    |

### Grupa 2Boliwia,Chile
| 24.02 CD Cobreloa – CD Universidad Católica 1:1 (1:0) - 1:0 Fernando Andrés Cornejo 38, 1:1 Rodrigo Hernán Barrera 69 |
| 25.02 Club Bolívar – CD San José 3:1 (1:0) - Mauricio Ronald Soria, Marco Antonio Etcheverry, Carlos Fernando Borja – Álvaro Guillermo Peña |
| 02.03 Club Bolívar – CD Universidad Católica 3:1 (2:0) - 1:0 Julio César Baldivieso 25, 2:0 Jorge Alberto Hirano 27, 3:0 Julio César Baldivieso 46, 3:1 Gerardo Manuel Reinoso 70                                                                                    |
| 05.03 CD San José – CD Universidad Católica 2:5 (1:3) - 0:1 Gerardo Manuel Reinoso 17, 0:2 Rodrigo Hernán Barrera 18, 1:2 Gustavo Domingo Quinteros 39, 1:3 José Saturnino Cardozo 45, 1:4 Juan Carlos Almada 50, 1:5 Leo Contreras 60, 2:5 Álvaro Guillermo Peña 87 |
| 09.03 Club Bolívar – CD Cobreloa 3:0 (0:0) - 1:0 Marco Antonio Etcheverry 49k, 2:0 Carlos Fernando Borja 55, 3:0 Julio César Baldivieso 70 |
| 12.03 CD San José – CD Cobreloa 2:3 - 0:1 Pedro González 54, 1:1 Eduardo Villegas 61, 1:2 Pedro González 70, 2:2 Pastor Aramayo 76k, 2:3 Fernando Andrés Cornejo 88                                                                                                  |
| 17.03 CD Universidad Católica – CD Cobreloa 1:1 (1:0) - 1:0 Rodrigo Hernán Barrera 26, 1:1 Marco Figueroa 49k |
| 17.03 CD San José – Club Bolívar 1:0 (0:0) - Pastor Aramayo k |
| 23.03 CD Cobreloa – CD San José 2:1 (1:0) - 1:0 Marco Figueroa 13k, 2:0 Gustavo Domingo Quinteros 52s, 2:1 Álvaro Guillermo Peña 63 |
| 26.03 CD Universidad Católica – CD San José 4:1 (1:0) - 1:0 Ramiro Vargas 10s, 2:0 Daniel Fernando López 51, 3:0 Juan Carlos Almada 54k, 3:1 Álvaro Guillermo Peña 57, 4:1 Rodrigo Hernán Barrera                                                                    |
| 30.03 CD Cobreloa – Club Bolívar 1:1 (1:0) - 1:0 Vera 6, 1:1 Marco Antonio Sandy 67 |
| 02.04 CD Universidad Católica – Club Bolívar 3:0 (1:0) - 1:0 Juan Carlos Almada 15, 2:0 Gerardo Manuel Reinoso 86, 3:0 Juan Carlos Almada 89 |

| Klub                    | Mecze | Zw | Rem | Por | Pkt | BrZd | BrStr |
| ----------------------- | ----- | -- | --- | --- | --- | ---- | ----- |
| CD Universidad Católica | 6     | 3  | 2   | 1   | 8   | 15   | 8     |
| Club Bolívar            | 6     | 3  | 1   | 2   | 7   | 10   | 7     |
| CD Cobreloa             | 6     | 2  | 3   | 1   | 7   | 8    | 9     |
| CD San José             | 6     | 1  | 0   | 5   | 2   | 8    | 17    |

### Grupa 3Ekwador,Urugwaj
| 17.02 Club Nacional de Football – CA Bella Vista 2:2 (1:0) - Julio César Dely Valdés, Carlos Favier Soca k – Enrique Bernardino Ferraro k, Josemir Lujambio |
| 17.02 CD El Nacional – Barcelona SC 1:0 (1:0) - Cléber Manuel Chalá                                                                                         |
| 23.02 Barcelona SC – CA Bella Vista 2:0 (1:0) - Julio César Rosero, Rubén Darío Insúa                                                                       |
| 26.02 CD El Nacional – CA Bella Vista 5:0 (2:0) - Luis Chérrez (2), Cléber Manuel Chalá, Acosta, Carcelén                                                   |
| 02.03 Barcelona SC – Club Nacional de Football 1:1 - Carlos Antonio Muñoz – Julio César Dely Valdés                                                         |
| 05.03 CD El Nacional – Club Nacional de Football 2:0 (0:0)                                                                                                  |
| 10.03 Barcelona SC – CD El Nacional 4:0 (3:0) - Raúl Avilés (3), Byron Zózimo Tenorio                                                                       |
| 10.03 CA Bella Vista – Club Nacional de Football 0:1 (0:1) - Julio César Dely Valdés                                                                        |
| 16.03 CA Bella Vista – Barcelona SC 2:1 (1:1) - Enrique Bernardino Ferraro (2) – Zambrano                                                                   |
| 19.03 Club Nacional de Football – Barcelona SC 3:0 (1:0) - „El Pepe” García, Julio César Dely Valdés, Antonio Vidal González                                |
| 23.03 CA Bella Vista – CD El Nacional 2:0 (2:0) - Enrique Bernardino Ferraro (2)                                                                            |
| 26.03 Club Nacional de Football – CD El Nacional 5:1 (2:0) - Julio César Dely Valdés, Edinson Suárez, Yubert Lemos, Gerardo Miranda, Carlos Favier Soca – ? |

| Klub                      | Mecze | Zw | Rem | Por | Pkt | BrZd | BrStr |
| ------------------------- | ----- | -- | --- | --- | --- | ---- | ----- |
| Club Nacional de Football | 6     | 3  | 2   | 1   | 8   | 12   | 6     |
| CD El Nacional            | 6     | 3  | 0   | 3   | 6   | 9    | 11    |
| Barcelona SC              | 6     | 2  | 1   | 3   | 5   | 8    | 7     |
| CA Bella Vista            | 6     | 2  | 1   | 3   | 5   | 6    | 11    |

### Grupa 4Brazylia,Kolumbia
| 10.02 Internacional Porto Alegre – CR Flamengo 0:0 |
| 11.02 América Cali – Atlético Nacional 0:3 (0:1) - John Mario Caicedo, John Jairo Tréllez (2,1k)                                                         |
| 16.02 América Cali – CR Flamengo 2:1 (1:1) - Javier Ferreira, Jorge Orosmán da Silva – Nílson                                                            |
| 19.02 Atlético Nacional – CR Flamengo 0:1 (0:1) - Renato Gaúcho                                                                                          |
| 02.03 CR Flamengo – América Cali 1:3 (1:1) - Nílson – Jorge Orosmán da Silva, Javier Ferreira, Freddy Rincón                                             |
| 05.03 Internacional Porto Alegre – América Cali 1:1 (1:1) - Daniel – Javier Ferreira                                                                     |
| 10.03 CR Flamengo – Internacional Porto Alegre 3:1 (2:0) - Marquinhos, Nuñez, Marcelinho Carioca – Jairo Lenzi                                           |
| 11.03 Atlético Nacional – América Cali 3:2 (0:1) - Alexis García, José René Higuita k, Víctor Hugo Aristizábal – Anthony William De Avila, Freddy Rincón |
| 16.03 Internacional Porto Alegre – Atlético Nacional 0:1 (0:0) - Víctor Hugo Aristizábal                                                                 |
| 19.03 CR Flamengo – Atlético Nacional 3:1 (3:0) - Wilson Gottardo, Júnior, Nélio – Luis Alfonso Fajardo                                                  |
| 23.03 América Cali – Internacional Porto Alegre 4:2 (2:1) - Jorge Orosmán da Silva (2), Alexander Escobar, Freddy Rincón – Elson, Ruyney                 |
| 26.03 Atlético Nacional – Internacional Porto Alegre 0:0                                                                                                 |

- z powodu równej liczby punktów rozegrano mecz o drugie miejsce

| 02.04 América Cali – Atlético Nacional 4:2 (4:1) - Anthony William De Avila, Alexander Escobar, Wilson Enrique Pérez, Orlando Maturana – John Mario Caicedo, John Jairo Tréllez k |

| Klub                       | Mecze | Zw | Rem | Por | Pkt | BrZd | BrStr |
| -------------------------- | ----- | -- | --- | --- | --- | ---- | ----- |
| CR Flamengo                | 6     | 3  | 1   | 2   | 7   | 9    | 7     |
| América Cali               | 6     | 3  | 1   | 2   | 7   | 12   | 11    |
| Atlético Nacional          | 6     | 3  | 1   | 2   | 7   | 8    | 6     |
| Internacional Porto Alegre | 6     | 0  | 3   | 3   | 3   | 4    | 9     |

### Grupa 5Argentyna,Paragwaj
| 05.02 Cerro Porteño – Club Olimpia 0:0                                                                            |
| 07.02 River Plate – CA Newell’s Old Boys 0:1 (0:0) - Julio Alberto Zamora                                         |
| 12.02 Cerro Porteño – CA Newell’s Old Boys 0:0                                                                    |
| 16.02 Club Olimpia – CA Newell’s Old Boys 1:1 - Gabriel González – Julio César Saldaña                            |
| 23.02 Cerro Porteño – River Plate 2:1 - Carlos A. Cháves, Leonardo Rubén Astrada s – Ramón Ismael Medina Bello    |
| 26.02 Club Olimpia – River Plate 1:1 - Gabriel González – Ramón Ismael Medina Bello                               |
| 10.03 Club Olimpia – Cerro Porteño 1:0 (1:0) - Raúl Vicente Amarilla                                              |
| 10.03 CA Newell’s Old Boys – River Plate 0:0                                                                      |
| 16.03 River Plate – Cerro Porteño 1:1 (0:1) - Ramón Ángel Díaz – Alex Rossi                                       |
| 19.03 CA Newell’s Old Boys – Cerro Porteño 1:2 (0:1) - Gerardo Daniel Martino – Virgilio Romero Ferreira (2)      |
| 23.03 CA Newell’s Old Boys – Club Olimpia 1:1 (1:1) - Mauricio Roberto Pochettino – Mauricio Roberto Pochettino s |
| 26.03 River Plate – Club Olimpia 1:0 (0:0) - Pablo Lavallén                                                       |

| Klub                 | Mecze | Zw | Rem | Por | Pkt | BrZd | BrStr |
| -------------------- | ----- | -- | --- | --- | --- | ---- | ----- |
| Cerro Porteño        | 6     | 2  | 3   | 1   | 7   | 5    | 4     |
| CA Newell’s Old Boys | 6     | 1  | 4   | 1   | 6   | 4    | 4     |
| Club Olimpia         | 6     | 1  | 4   | 1   | 6   | 4    | 4     |
| River Plate          | 6     | 1  | 3   | 2   | 5   | 4    | 5     |

### Obrońca tytułu
| São Paulo FC jako obrońca tytułu awansował do 1/8 finału bez gry |

## 1/8 finału
| CD El Nacional – Club Sporting Cristal 3:0 i 0:4 - 07.04 Luis Chérrez (2), Luis Bolívar Mosquera - 14.04 Pablo César Zegarra, Percy Celso Olivares, Flavio Francisco Maestri, Dos Santos k                              |
| Cerro Porteño – CD Cobreloa 1:1 i 2:0 - 07.04 0:1 Marco Figueroa 21, 1:1 Virgilio Romero Ferreira 37 - 14.04 1:0 Gustavo Angel Sotelo 34, 2:0 Virgilio Romero Ferreira 75                                               |
| CD Universidad Católica – Atlético Nacional 2:0 i 1:2 - 07.04 1:0 Rodrigo Hernán Barrera 20, 2:0 Marcelo Caro 89 - 14.04 0:1 Víctor Hugo Aristizábal 37, 1:1 Nelson Rodrigo Parraguez 46, 1:2 Mauricio Alberto Serna 90 |
| Universitario de Deportes – Barcelona SC 2:1 i 0:3 - 07.04 Tomás Dolimar Silva, Freddy Torrealva – José Eduardo Gavica - 14.04 Raúl Avilés, Rubén Darío Insúa (2k)                                                      |
| Club Nacional de Football – Club Olimpia 1:2 i 0:3 - 07.04 Yubert Lemos – Mauro Antonio Caballero, Virginio Cáceres - 14.04 Luis Alberto Monzón, Virginio Cáceres, Raúl Vicente Amarilla                                |
| CR Flamengo – Minerven Puerto Ordaz 8:2 i 1:0 - 07.04 Morales s, Marcelinho Carioca, Renato Gaúcho, Nélio, Wilson Gottardo, Marquinhos, Djalminha, Nílson – Pedro Felipe Camacho (2) - 14.04 Renato Gaúcho              |
| CA Newell’s Old Boys – São Paulo FC 2:0 i 0:4 - 07.04 Ariel Osvaldo Cozzoni, Alfredo Damián Mendoza Sulewski - 14.04 Raí (2), Dinho, Cafu                                                                               |
| América Cali – Club Bolívar 2:1 i 1:1 - 07.04 Wilmer Cabrera, Alexander Escobar – Iván Sabino Castillo - 14.04 Jorge Orosmán da Silva – Jorge Alberto Hirano                                                            |

## 1/4 finału
| América Cali – Club Sporting Cristal 2:2 i 3:2 - 21.04 Jorge Orosmán da Silva, Wilmer Cabrera – Percy Celso Olivares, Avila - 28.04 Javier Ferreira (2), Alexander Escobar – Julinho (2)                     |
| CR Flamengo – São Paulo FC 1:1 i 0:2 - 21.04 Nélio – Palhinha - 28.04 Müller, Cafu |
| CD Universidad Católica – Barcelona SC 3:1 i 1:0 - 21.04 1:0 Juan Carlos Almada 3, 2:0 Juan Carlos Almada 45, 2:1 Carlos Antonio Muñoz 67, 3:1 Sergio Fabían Vázquez 90 - 28.04 1:0 Andrés Antonio Romero 65 |
| Club Olimpia – Cerro Porteño 1:1 i 0:0, karne 2:4 - 21.04 Raúl Vicente Amarilla – Vidal - 28.04 0:0 - Karne:?                                                                                                |

## 1/2 finału
| São Paulo FC – Cerro Porteño 1:0 i 0:0 - 05.05 Raí - 12.05 0:0 |
| CD Universidad Católica – América Cali 1:0 i 2:2 - 05.05 1:0 Ricardo Gabriel Lunari 29 - 12.05 0:1 Javier Ferreira 12k, 0:2 Anthony William De Avila 13, 1:2 Juan Carlos Almada 31, 2:2 Ricardo Gabriel Lunari 87 |

## FINAŁ
| São Paulo FC – CD Universidad Católica 5:1 i 0:2 |
| 19 maja 1993 São Paulo Estádio do Morumbi (94 629) São Paulo FC – CD Universidad Católica 5:1 (2:0) Sędzia: José Torres (Kolumbia) Bramki: 1:0 Daniel Fernando López 30s, 2:0 Vítor 40, 3:0 Gilmar 54, 4:0 Raí 60, 5:0 Müller 65, 5:1 Juan Carlos Almada 85k São Paulo Futebol Clube: Zetti – Vítor (Catê), Válber, Gilmar, Ronaldo Luiz (André), Pintado, Dinho, Raí, Cafu, Palhinha, Müller. Trener: Telê Santana CD Universidad Católica: Óscar Raúl Wirth – Leo Contreras, Daniel Fernando López (Rodrigo Hernán Barrera), Sergio Fabían Vázquez, Andrés Antonio Romero, Raimundo Tupper, Ricardo Gabriel Lunari, Nelson Rodrigo Parraguez, Mario Enrique Lepe, Juan Carlos Almada, Luis Pérez (Gerardo Manuel Reinoso). Trener: Ignácio Prietto |
| 26 maja 1993 Santiago Estadio Nacional (50 000) CD Universidad Católica – São Paulo FC 2:0 (2:0) Sędzia: Juan Escobar (Paragwaj) Bramki: 1:0 Ricardo Gabriel Lunari 9, 2:0 Juan Carlos Almada 15 CD Universidad Católica: Óscar Raúl Wirth – Andrés Antonio Romero, Sergio Fabían Vázquez, Leo Contreras (José Saturnino Cardozo), Raimundo Tupper (Gerardo Manuel Reinoso), Nelson Rodrigo Parraguez, Mario Enrique Lepe, Ricardo Gabriel Lunari, Luis Pérez, Juan Carlos Almada, Rodrigo Hernán Barrera. Trener: Ignácio Prietto São Paulo Futebol Clube: Zetti – Vítor (Toninho Cerezo), Gilmar, Válber, Pintado, Dinho, Raí, Palhinha, Cafu, Marcos Adriano, Müller. Trener: Telê Santana                                                        |

## Klasyfikacja
Poniższa tabela ma charakter statystyczny. O kolejności decyduje na pierwszym miejscu osiągnięty etap rozgrywek, a dopiero potem dorobek bramkowo-punktowy. W przypadku klubów, które odpadły w rozgrywkach grupowych o kolejności decyduje najpierw miejsce w tabeli grupy, a dopiero potem liczba zdobytych punktów i bilans bramkowy.
| Poz                                                                     | Klub                       | Mecze | Zw | Rem | Por | Pkt | BrZd | BrStr |
| ----------------------------------------------------------------------- | -------------------------- | ----- | -- | --- | --- | --- | ---- | ----- |
| 1                                                                       | São Paulo FC               | 8     | 4  | 2   | 2   | 10  | 13   | 6     |
| 2                                                                       | CD Universidad Católica    | 14    | 8  | 3   | 3   | 19  | 28   | 18    |
| 3                                                                       | América Cali               | 13    | 6  | 4   | 3   | 16  | 26   | 22    |
| 4                                                                       | Cerro Porteño              | 12    | 3  | 7   | 2   | 13  | 9    | 7     |
| 5                                                                       | CR Flamengo                | 10    | 5  | 2   | 3   | 12  | 19   | 12    |
| 6                                                                       | Club Olimpia               | 10    | 3  | 6   | 1   | 12  | 10   | 6     |
| 7                                                                       | Club Sporting Cristal      | 10    | 4  | 2   | 4   | 10  | 21   | 17    |
| 8                                                                       | Barcelona SC               | 10    | 3  | 1   | 6   | 7   | 13   | 13    |
| 9                                                                       | Universitario de Deportes  | 8     | 4  | 3   | 1   | 11  | 16   | 11    |
| 10                                                                      | Atlético Nacional          | 9     | 4  | 1   | 4   | 9   | 12   | 13    |
| 11                                                                      | Club Nacional de Football  | 8     | 3  | 2   | 3   | 8   | 13   | 11    |
| 12                                                                      | Club Bolívar               | 8     | 3  | 2   | 3   | 8   | 12   | 10    |
| 13                                                                      | CA Newell’s Old Boys       | 8     | 2  | 4   | 2   | 8   | 6    | 8     |
| 14                                                                      | CD El Nacional             | 8     | 4  | 0   | 4   | 8   | 12   | 15    |
| 15                                                                      | CD Cobreloa                | 8     | 2  | 4   | 2   | 8   | 9    | 12    |
| 16                                                                      | Minerven Puerto Ordaz      | 9     | 2  | 2   | 5   | 6   | 9    | 21    |
| 17                                                                      | River Plate                | 6     | 1  | 3   | 2   | 5   | 4    | 5     |
| 18                                                                      | CA Bella Vista             | 6     | 2  | 1   | 3   | 5   | 6    | 11    |
| 19                                                                      | Caracas FC                 | 7     | 1  | 2   | 4   | 4   | 5    | 11    |
| 20                                                                      | Internacional Porto Alegre | 6     | 0  | 3   | 3   | 3   | 4    | 9     |
| 21                                                                      | CD San José                | 6     | 1  | 0   | 5   | 2   | 8    | 17    |
| Podsumowanie: 92 mecze, w tym 27 remisów, 255 bramek – 2.77 bramki/mecz |                            |       |    |     |     |     |      |       |